# La Xopera (Lleida)
La Xopera és un parc urbà de Lleida. És una zona de crescuda de xops, situada al marge esquerre del riu Segre, de gran valor arquitectònic natural com a zona urbanística d'esbarjo. Fa diferents terrasses naturals.

## Història
La riuada del novembre del 1982 s'emportà alguns xops i es va haver de fer una restitució i repoblació global de la xopera. Arran de les inundacions que es produïren amb aquesta riuada es canalitzà el riu. A la dècada del 2000 es va enjardinar el marge esquerre permetent el seu ús com a passeig, i el 2010 es va recuperar part del marge dret també amb zones enjardinades.